# 菲醌
菲醌（主要指9,10-菲醌，9,10-Phenanthrenequinone）是一种有机化合物，分子式C14H8O2，是菲的氧化产物，常温常压下为橙色固体，不溶于水，有細胞毒性。